# الیکایی درختی سینه‌سفید
الیکایی درختی سینه‌سفید (نام علمی: Henicorhina leucosticta) نام یک گونه از سرده الیکایی‌های درختی است.